# Nimbacinus dicksoni
Nimbacinus dicksoni is een uitgestorven buideldier behorend tot de Thylacinidae (buidelwolven). Deze soort leefde in het Mioceen op het Australische continent.

## Fossiele vondsten
Fossielen van Nimbacinus dicksoni zijn gevonden in Riversleigh (Noordwest-Queensland) en in Bullock Creek (Noordelijk Territorium). Deze vondsten dateren uit het Vroeg-Mioceen, 23 tot 16 miljoen jaar geleden. In dezelfde periode kwamen verschillende andere buidelwolven voor in Australië, zoals Thylacinus macknessi die verwant is aan de moderne buidelwolf. Van Nimbacinus dicksoni zijn een bijna compleet skelet en een vrijwel volledig gebit gevonden, waarmee deze soort een van de bekendste buidelwolven is.

## Kenmerken
Door de uitgebreide fossielen kan veel over het uiterlijk en de leefwijze van Nimbacinus dicksoni  achterhaald worden. Nimbacinus dicksoni had met een kop-romplengte van ongeveer 50 cm het formaat van een kleine vos. Deze buidelwolf leefde op de bosbodem van het regenwoud en voedde zich met kleine gewervelde dieren zoals kikkers, reptielen, vogels en kleine zoogdieren zoals koeskoezen en buideldassen. Nimbacinus dicksoni was geen snelle renner, maar putte zijn prooi uit door middel van lange achtervolgingen.